# Antarte
Fundada em 1998 por Mário e Zita Rocha, a Antarte começou a sua atividade no restauro de peças antigas e na comercialização de móveis clássicos.

## História
A empresa possui uma rede de 14 lojas e no final de junho de 2024, abre mais um espaço comercial em Leiria num investimento de 2,5 milhões de euros. Em 2023, a Antarte atingiu uma faturação de cerca de 11,5 milhões de euros.
Em 2024, a Antarte investiu seis milhões de euros no novo complexo que inclui um museu da marcenaria. O presidente da República de Timor-Leste, José Ramos-Horta e o arquiteto Álvaro Siza Vieira e cortaram a fita de inauguração do Antarte Museum. 

## Internacionalização
O primeiro destino de internacionalização foi Espanha, em 2002. Em 2009, inaugura uma loja em Paris, e em 2010 em Genebra. Em 2012, inicia a expansão para o continente africano com a abertura de um ponto de venda na África do Sul. Seguiu-se Luanda em 2013 e dois anos depois Accra, no Gana e Marraquexe, em Marrocos. Em 2017, foi a vez de Abidjan na Costa do Marfim e em 2018, São Tomé e Príncipe.
O Médio Oriente é um dos principais mercados de exportação. O ponto de venda próprio no Dubai, desta empresa de mobiliário e decoração de Rebordosa (Paredes), representa um investimento superior a 400 mil euros.